# 甲氧氟醚
甲氧氟醚（Methoxyflurane, INN），商品名Penthrane，是種在1970和80年代相當流行的鹵代醚全身麻醉藥。本化合物由威廉·穆勒（William T. Miller）在曼克頓計劃的技術積累之上於1948年首次合成。

## 醫學用途
甲氧氟醚是藥效極強和高度親脂性的全身麻醉藥，誘導和恢復時間都很緩慢。本藥品不易燃、對血液動力學影響不大、而且不會誘發心律不整，唯其對呼吸系統壓抑較深。甲氧氟醚在遠低於麻醉劑量的情況下便已經表現出強大的鎮痛效果，故曾被用於分娩鎮痛，類似今日常見的病人自主控制鎮痛系統。

## 副作用
甲氧氟醚的體內代謝會生成氟離子和二氯乙酸。這兩者的綜合作用或會導致主要器官毒性。1973年，甲氧氟醚被發現能造成劑量相關的腎毒性和肝毒性，而且在麻醉劑量便足以引起毒性。故臨床上在70年代末期開始停用本藥，並於1999年開始停止在美國和加拿大分銷本藥。2005年9月6日，美國食品和藥物管理局因安全性顧慮決定全面停止銷售本藥。甲氧氟醚目前在澳洲仍然用於緊急情況下緩解因創傷引起的劇痛、應對短暫但會引起疼痛的醫療程序，例如傷口換藥、以及在傷者運送過程中使用。